# UEFA Women’s Cup 2004/05

Das Wettbewerbs-Logo

Der UEFA Women’s Cup 2004/2005 war die vierte Ausspielung des europäischen Meisterwettbewerbs für Frauenfußballvereine. Insgesamt nahmen 42 Landesmeister sowie der Titelverteidiger Umeå IK teil. Zum ersten Mal wurden zwei Gruppenphasen ausgespielt, wobei die Landesmeister der stärksten Nationen für die 2. Runde gesetzt wurden. Mit dem 1. FFC Turbine Potsdam gewann zum zweiten Mal nach 2001/02 eine deutsche Mannschaft den Titel. Die Meister aus Österreich und der Schweiz schieden bereits in der ersten Runde aus.

## 1. Runde
In der ersten Runde wurden 36 Landesmeister in neun Gruppen zu je vier Mannschaften eingeteilt. Dabei fungierte eine der vier Mannschaften als Ausrichter des Turniers. Die Gruppensieger ziehen in die 2. Runde ein.

### Gruppe A1
Turnier in Žiar nad Hronom (Slowakei)
| Pl. | Verein                  | Sp. | S | U | N | Tore    | Diff. | Punkte |
| --- | ----------------------- | --- | - | - | - | ------- | ----- | ------ |
| 1.  | Alma KTZH               | 3   | 3 | 0 | 0 | 011:200 | +9    | 09     |
| 2.  | Slavia Prag             | 3   | 2 | 0 | 1 | 008:200 | +6    | 06     |
| 3.  | FK LP Super Sport Sofia | 3   | 0 | 1 | 2 | 003:100 | −7    | 01     |
| 4.  | MSK Žiar nad Hronom     | 3   | 0 | 1 | 2 | 002:100 | −8    | 01     |

| 20. Juli 2004        |     |                      |
| Slavia Prag          | 4:0 | FK Žiar nad Hronom   |
| Alma KTZH            | 5:1 | FC Super Sport Sofia |
| 22. Juli 2004        |     |                      |
| Slavia Prag          | 3:0 | FC Super Sport Sofia |
| FK Žiar nad Hronom   | 0:4 | Alma KTZH            |
| 24. Juli 2004        |     |                      |
| Alma KTZH            | 2:1 | Slavia Prag          |
| FC Super Sport Sofia | 2:2 | FK Žiar nad Hronom   |

### Gruppe A2
Turnier in Šiauliai (Litauen).
| Pl. | Verein               | Sp. | S | U | N | Tore    | Diff. | Punkte |
| --- | -------------------- | --- | - | - | - | ------- | ----- | ------ |
| 1.  | Energija Woronesch   | 3   | 3 | 0 | 0 | 027:000 | +27   | 09     |
| 2.  | Gömrükcü Baku        | 3   | 2 | 0 | 1 | 016:400 | +12   | 06     |
| 3.  | Gintra Universitetas | 3   | 1 | 0 | 2 | 001:140 | −13   | 03     |
| 4.  | ZFK Škiponjat        | 3   | 0 | 0 | 3 | 001:270 | −26   | 0      |

| 20. Juli 2004        |       |                      |
| Energija Woronesch   | 13:00 | ZFK Škiponjat        |
| Gömrükcü Baku        | 3:0   | Gintra Universitetas |
| 22. Juli 2004        |       |                      |
| ZFK Škiponjat        | 01:13 | Gömrükcü Baku        |
| Energija Woronesch   | 11:00 | Gintra Universitetas |
| 24. Juli 2004        |       |                      |
| Gömrükcü Baku        | 0:3   | Energija Woronesch   |
| Gintra Universitetas | 1:0   | ZFK Škiponjat        |

### Gruppe A3
Turnier in Babrujsk (Belarus)
| Pl. | Verein              | Sp. | S | U | N | Tore    | Diff. | Punkte |
| --- | ------------------- | --- | - | - | - | ------- | ----- | ------ |
| 1.  | FC Bobruichanka     | 3   | 3 | 0 | 0 | 007:200 | +5    | 09     |
| 2.  | FC Codru Anenii Noi | 3   | 1 | 1 | 1 | 006:400 | +2    | 04     |
| 3.  | Viktoria Budapest   | 3   | 1 | 1 | 1 | 006:400 | +2    | 04     |
| 4.  | Pärnu JK            | 3   | 0 | 0 | 3 | 002:110 | −9    | 0      |

| 20. Juli 2004       |     |                     |
| FC Bobruichanka     | 2:0 | FC Codru Anenii Noi |
| Viktoria FC         | 4:0 | Pärnu JK            |
| 22. Juli 2004       |     |                     |
| FC Codru Anenii Noi | 1:1 | Viktoria FC         |
| FC Bobruichanka     | 2:1 | Pärnu JK            |
| 24. Juli 2004       |     |                     |
| Viktoria FC         | 1:3 | FC Bobruichanka     |
| Pärnu JK            | 1:5 | FC Codru Anenii Noi |

### Gruppe A4
Turnier in Novo mesto (Slowenien). Novo mesto gewinnt die Gruppe aufgrund des direkten Vergleichs.
| Pl. | Verein               | Sp. | S | U | N | Tore    | Diff. | Punkte |
| --- | -------------------- | --- | - | - | - | ------- | ----- | ------ |
| 1.  | ŽNK Krka             | 3   | 2 | 0 | 1 | 004:400 | ±0    | 06     |
| 2.  | KR Reykjavík         | 3   | 2 | 0 | 1 | 005:300 | +2    | 06     |
| 3.  | Ter Leede Sassenheim | 3   | 1 | 1 | 1 | 003:200 | +1    | 04     |
| 4.  | Malmin Palloseura    | 3   | 0 | 1 | 2 | 003:600 | −3    | 01     |

| 20. Juli 2004        |     |                      |
| Ter Leede Sassenheim | 0:1 | KR Reykjavík         |
| Malmin Palloseura    | 1:2 | NK Krka Novo Mesto   |
| 22. Juli 2004        |     |                      |
| KR Reykjavík         | 3:1 | Malmin Palloseura    |
| Ter Leede Sassenheim | 2:0 | NK Krka Novo Mesto   |
| 24. Juli 2004        |     |                      |
| NK Krka Novo Mesto   | 2:1 | KR Reykjavík         |
| Malmin Palloseura    | 1:1 | Ter Leede Sassenheim |

### Gruppe A5
Turnier in Wezemaal (Belgien).
| Pl. | Verein                  | Sp. | S | U | N | Tore    | Diff. | Punkte |
| --- | ----------------------- | --- | - | - | - | ------- | ----- | ------ |
| 1.  | ŽFK Mašinac Classic Niš | 3   | 3 | 0 | 0 | 010:200 | +8    | 09     |
| 2.  | Hibernian Edinburgh     | 3   | 2 | 0 | 1 | 009:600 | +3    | 06     |
| 3.  | KFC Rapide Wezemaal     | 3   | 1 | 0 | 2 | 005:700 | −2    | 03     |
| 4.  | ŽNK Dinamo-Maksimir     | 3   | 0 | 0 | 3 | 000:900 | −9    | 0      |

| 20. Juli 2004           |     |                         |
| Hibernian Edinburgh     | 5:0 | NK Maksimir             |
| ŽFK Mašinac Classic Niš | 4:1 | Rapide Wezemaal         |
| 22. Juli 2004           |     |                         |
| ŽFK Mašinac Classic Niš | 2:0 | NK Maksimir             |
| Rapide Wezemaal         | 2:3 | Hibernian Edinburgh     |
| 24. Juli 2004           |     |                         |
| Hibernian Edinburgh     | 1:4 | ŽFK Mašinac Classic Niš |
| NK Maksimir             | 0:2 | Rapide Wezemaal         |

### Gruppe A6
Turnier in Breslau (Polen)
| Pl. | Verein           | Sp. | S | U | N | Tore    | Diff. | Punkte |
| --- | ---------------- | --- | - | - | - | ------- | ----- | ------ |
| 1.  | KS AZS Wrocław   | 3   | 3 | 0 | 0 | 009:200 | +7    | 09     |
| 2.  | Metalist Charkiw | 3   | 2 | 0 | 1 | 010:400 | +6    | 06     |
| 3.  | KÍ Klaksvík      | 3   | 1 | 0 | 2 | 006:700 | −1    | 03     |
| 4.  | Cardiff City     | 3   | 0 | 0 | 3 | 002:140 | −12   | 0      |

| 20. Juli 2004    |     |                  |
| Metalist Charkiw | 2:1 | KI Klaksvik      |
| KS AZS Wrocław   | 2:1 | Cardiff LFC      |
| 22. Juli 2004    |     |                  |
| Metalist Charkiw | 8:1 | Cardiff LFC      |
| KI Klaksvik      | 1:5 | KS AZS Wrocław   |
| 24. Juli 2004    |     |                  |
| Cardiff LFC      | 0:4 | KI Klaksvik      |
| KS AZS Wrocław   | 2:0 | Metalist Charkiw |

### Gruppe A7
Turnier in Cluj-Napoca (Rumänien).
| Pl. | Verein                | Sp. | S | U | N | Tore    | Diff. | Punkte |
| --- | --------------------- | --- | - | - | - | ------- | ----- | ------ |
| 1.  | Athletic Bilbao       | 3   | 2 | 1 | 0 | 016:400 | +12   | 07     |
| 2.  | CFF Clujana Cluj      | 3   | 1 | 1 | 1 | 003:500 | −2    | 04     |
| 3.  | Maccabi Holon         | 3   | 1 | 0 | 2 | 003:300 | ±0    | 03     |
| 4.  | Newtownabbey Strikers | 3   | 0 | 1 | 2 | 005:150 | −10   | 01     |

| 20. Juli 2004         |       |                       |
| Athletic Bilbao       | 10:30 | Newtownabbey Strikers |
| CFF Clujana Cluj      | 0:0   | Maccabi Holon         |
| 22. Juli 2004         |       |                       |
| Athletic Bilbao       | 1:1   | Maccabi Holon         |
| Newtownabbey Strikers | 0:3   | CFF Clujana Cluj      |
| 24. Juli 2004         |       |                       |
| CFF Clujana Cluj      | 0:5   | Athletic Bilbao       |
| Maccabi Holon         | 2:2   | Newtownabbey Strikers |

### Gruppe A8
Turnier in Sarajevo (Bosnien und Herzegowina)
| Pl. | Verein            | Sp. | S | U | N | Tore    | Diff. | Punkte |
| --- | ----------------- | --- | - | - | - | ------- | ----- | ------ |
| 1.  | AE Aegina         | 3   | 3 | 0 | 0 | 010:000 | +10   | 09     |
| 2.  | FFC Zuchwil       | 3   | 2 | 0 | 1 | 017:200 | +15   | 06     |
| 3.  | SFK 2000 Sarajevo | 3   | 1 | 0 | 2 | 005:600 | −1    | 03     |
| 4.  | PAOK Ledra        | 3   | 0 | 0 | 3 | 001:250 | −24   | 0      |

| 20. Juli 2004     |       |                       |
| FFC Zuchwil       | 4:0   | SFK 2000 Sarajewo     |
| AE Aegina         | 7:0   | PAOK Ledra            |
| 22. Juli 2004     |       |                       |
| FFC Zuchwil       | 13:10 | PAOK Ledra            |
| SFK 2000 Sarajewo | 0:2   | AE Aegina             |
| 24. Juli 2004     |       |                       |
| PAOK Ledra        | 0:5   | ZNK SFK 2000 Sarajevo |
| AE Aegina         | 1:0   | FFC Zuchwil           |

### Gruppe A9
Turnier in Vendargues (Frankreich).
| Pl. | Verein                        | Sp. | S | U | N | Tore    | Diff. | Punkte |
| --- | ----------------------------- | --- | - | - | - | ------- | ----- | ------ |
| 1.  | HSC Montpellier               | 3   | 3 | 0 | 0 | 013:000 | +13   | 09     |
| 2.  | SV Neulengbach                | 3   | 2 | 0 | 1 | 007:100 | −3    | 06     |
| 3.  | SU 1º Dezembro                | 3   | 0 | 1 | 2 | 002:500 | −3    | 01     |
| 4.  | University College Dublin AFC | 3   | 0 | 1 | 2 | 003:100 | −7    | 01     |

| 20. Juli 2004   |     |                 |
| HSC Montpellier | 5:0 | UC Dublin       |
| SU 1.Dezembro   | 1:3 | SV Neulengbach  |
| 22. Juli 2004   |     |                 |
| HSC Montpellier | 7:0 | SV Neulengbach  |
| UC Dublin       | 1:1 | SU 1.Dezembro   |
| 24. Juli 2004   |     |                 |
| SU 1.Dezembro   | 0:1 | HSC Montpellier |
| SV Neulengbach  | 4:2 | UC Dublin       |

## 2. Runde
Die Sieger der neun Erstrundengruppen treffen nun auf die sechs Landesmeister der stärksten Nationen und den Titelverteidiger Umeå IK. Die 16 Mannschaften werden in vier Gruppen mit jeweils vier Mannschaften eingeteilt. Auch hier fungiert eine der vier Mannschaften als Ausrichter des Turniers. Die Gruppensieger und -zweiten erreichen das Viertelfinale. Gespielt wurde vom 14. – 18. September 2004.
Der italienische Meister FC Foroni Verona meldete Konkurs an. Als Nachrücker meldete der italienische Verband den Verein Torres Terra Sarda.

### Gruppe B1
Turnier in Niš (Serbien und Montenegro)
| Pl. | Verein                  | Sp. | S | U | N | Tore    | Diff. | Punkte |
| --- | ----------------------- | --- | - | - | - | ------- | ----- | ------ |
| 1.  | Umeå IK                 | 3   | 3 | 0 | 0 | 020:200 | +18   | 09     |
| 2.  | FC Bobruichanka         | 3   | 1 | 1 | 1 | 005:500 | ±0    | 04     |
| 3.  | ŽFK Mašinac Classic Niš | 3   | 1 | 1 | 1 | 002:800 | −6    | 04     |
| 4.  | ŽNK Krka                | 3   | 0 | 0 | 3 | 001:130 | −12   | 0      |

| 14. September 2004      |     |                    |
| Umeå IK                 | 7:1 | NK Krka Novo Mesto |
| ŽFK Mašinac Classic Niš | 0:0 | FC Bobruichanka    |
| 16. September 2004      |     |                    |
| Umeå IK                 | 5:1 | FC Bobruichanka    |
| ŽFK Mašinac Classic Niš | 2:0 | NK Krka Novo Mesto |
| 18. September 2004      |     |                    |
| ŽFK Mašinac Classic Niš | 0:8 | Umeå IK            |
| NK Krka Novo Mesto      | 0:4 | FC Bobruichanka    |

### Gruppe B2
Das Turnier wurde in Stockholm (Schweden) ausgetragen.
| Pl. | Verein                | Sp. | S | U | N | Tore    | Diff. | Punkte |
| --- | --------------------- | --- | - | - | - | ------- | ----- | ------ |
| 1.  | Arsenal LFC           | 3   | 2 | 1 | 0 | 010:300 | +7    | 07     |
| 2.  | Djurgården Damfotboll | 3   | 2 | 0 | 1 | 008:300 | +5    | 06     |
| 3.  | Athletic Bilbao       | 3   | 1 | 1 | 1 | 009:600 | +3    | 04     |
| 4.  | AE Aegina             | 3   | 0 | 0 | 3 | 002:170 | −15   | 0      |

| 14. September 2004    |     |                 |
| Arsenal LFC           | 2:2 | Athletic Bilbao |
| Djurgården Damfotboll | 5:0 | AE Aegina       |
| 16. September 2004    |     |                 |
| AE Aegina             | 1:7 | Arsenal LFC     |
| Djurgården Damfotboll | 3:2 | Athletic Bilbao |
| 18. September 2004    |     |                 |
| Djurgården Damfotboll | 0:1 | Arsenal LFC     |
| Athletic Bilbao       | 5:1 | AE Aegina       |

### Gruppe B3
Turnier in Potsdam.
| Pl. | Verein                 | Sp. | S | U | N | Tore    | Diff. | Punkte |
| --- | ---------------------- | --- | - | - | - | ------- | ----- | ------ |
| 1.  | 1. FFC Turbine Potsdam | 3   | 3 | 0 | 0 | 017:600 | +11   | 09     |
| 2.  | Torres Terra Sarda     | 3   | 2 | 0 | 1 | 012:800 | +4    | 06     |
| 3.  | KS AZS Wrocław         | 3   | 1 | 0 | 2 | 003:900 | −6    | 03     |
| 4.  | HSC Montpellier        | 3   | 0 | 0 | 3 | 001:100 | −9    | 0      |

| 14. September 2004     |     |                    |
| Torres Terra Sarda     | 5:0 | KS AZS Wrocław     |
| 1. FFC Turbine Potsdam | 6:0 | HSC Montpellier    |
| 16. September 2004     |     |                    |
| HSC Montpellier        | 1:2 | Torres Terra Sarda |
| 1. FFC Turbine Potsdam | 4:1 | KS AZS Wrocław     |
| 18. September 2004     |     |                    |
| 1. FFC Turbine Potsdam | 7:5 | Torres Terra Sarda |
| HSC Montpellier        | 0:2 | KS AZS Wrocław     |

### Gruppe B4
Turnier in Kopenhagen (Dänemark).
| Pl. | Verein             | Sp. | S | U | N | Tore    | Diff. | Punkte |
| --- | ------------------ | --- | - | - | - | ------- | ----- | ------ |
| 1.  | Trondheims-Ørn SK  | 3   | 2 | 1 | 0 | 006:100 | +5    | 07     |
| 2.  | Energija Woronesch | 3   | 1 | 2 | 0 | 006:300 | +3    | 05     |
| 3.  | Brøndby IF         | 3   | 1 | 1 | 1 | 003:300 | ±0    | 04     |
| 4.  | Alma KTZH          | 3   | 0 | 0 | 3 | 001:900 | −8    | 0      |

| 14. September 2004 |     |                    |
| Trondheims-Ørn SK  | 3:0 | Alma KTZH          |
| Brøndby IF         | 1:1 | Energija Woronesch |
| 16. September 2004 |     |                    |
| Trondheims-Ørn SK  | 1:1 | Energija Woronesch |
| Brøndby IF         | 2:0 | Alma KTZH          |
| 18. September 2004 |     |                    |
| Brøndby IF         | 0:2 | Trondheims-Ørn SK  |
| Energija Woronesch | 4:1 | Alma KTZH          |

## Viertelfinale
Für Turbine Potsdam wurde die Reise nach Woronesch zu einem kleinen Abenteuer. Nach einer strapaziösen Anreise durfte die Mannschaft sich nur geschlossen und in Begleitung einer Militärmiliz in der Stadt bewegen. Im rein schwedischen Duell entthronte Djurgården Damfotboll den Titelverteidiger aus Umeå. Arsenal London setzte sich nach einem Kraftakt gegen die Italienerinnen aus Sardinien durch. Am leichtesten hatte es Trondheims-Ørn mit dem belarussischen Vertreter aus Bobruichanka.
|                       | Gesamt |                        | Hinspiel | Rückspiel |
| --------------------- | ------ | ---------------------- | -------- | --------- |
| Djurgården Damfotboll | 3:1    | Umeå IK                | 2:1      | 1:0       |
| Torres Terra Sarda    | 3:4    | FC Arsenal LFC         | 2:0      | 1:4       |
| Energija Woronesch    | 2:5    | 1. FFC Turbine Potsdam | 1:1      | 1:4       |
| FC Bobruichanka       | 1:6    | Trondheims-Ørn SK      | 0:4      | 1:2       |

## Halbfinale
Turbine Potsdam setzte sich deutlich und souverän gegen den norwegischen Meister durch. Dagegen hatte Djurgården Damfotboll sich in zwei spannenden Partien gegen den FC Arsenal durchgesetzt.
|                        | Gesamt |                   | Hinspiel | Rückspiel |
| ---------------------- | ------ | ----------------- | -------- | --------- |
| Djurgården Damfotboll  | 2:1    | FC Arsenal LFC    | 1:1      | 1:0       |
| 1. FFC Turbine Potsdam | 7:1    | Trondheims-Ørn SK | 4:0      | 3:1       |

## Finale
Ein Jahr nach der ersten gesamtdeutschen Meisterschaft holten die Potsdamerinnen erstmals den UEFA Women's Cup.

### Hinspiel
| Djurgården Damfotboll                      | Djurgården Damfotboll | 1. FFC Turbine Potsdam | 1. FFC Turbine Potsdam |
| ------------------------------------------ | --- | --- | ---------------------- |
| Djurgården Damfotboll                      | \| 15. Mai 2005 in Stockholm (Olympiastadion) \| \| Ergebnis: 0:2 (0:1) \| \| Zuschauer: 1.382 \| \| Schiedsrichterin: Anna de Toni ( Italien) \|                                                                             | \| 15. Mai 2005 in Stockholm (Olympiastadion) \| \| Ergebnis: 0:2 (0:1) \| \| Zuschauer: 1.382 \| \| Schiedsrichterin: Anna de Toni ( Italien) \|                                                                                       | 1. FFC Turbine Potsdam |
| Djurgården Damfotboll                      | Maja Åström – Sara Thunebro, Malin Nykvist, Jane Törnqvist, Helen Fagerström, Anna Hall, Linda Fagerström, Ann-Marie Norlin (76. Marijka Callebaut), Elin Ekblom, Venus James, Kristin Bengtsson Cheftrainer: Mikael Söderman | Nadine Angerer – Britta Carlson, Inken Beeken, Sonja Fuss (68. Karolin Thomas), Navina Omilade, Ariane Hingst, Jennifer Zietz, Viola Odebrecht, Anja Mittag, Conny Pohlers, Petra Wimbersky (82. Cristiane) Cheftrainer: Bernd Schröder | 1. FFC Turbine Potsdam |
| Djurgården Damfotboll                      | 0:1 Conny Pohlers (34.) 0:2 Anja Mittag (53.) | | 1. FFC Turbine Potsdam |
| Djurgården Damfotboll                      | Inken Becher | | 1. FFC Turbine Potsdam |
| 15. Mai 2005 in Stockholm (Olympiastadion) | | |                        |
| Ergebnis: 0:2 (0:1)                        | | |                        |
| Zuschauer: 1.382                           | | |                        |
| Schiedsrichterin: Anna de Toni ( Italien)  | | |                        |

### Rückspiel
| 1. FFC Turbine Potsdam                            | 1. FFC Turbine Potsdam | Djurgården Damfotboll | Djurgården Damfotboll |
| ------------------------------------------------- | --- | --- | --------------------- |
| 1. FFC Turbine Potsdam                            | \| 21. Mai 2005 in Potsdam (Karl-Liebknecht-Stadion) \| \| Ergebnis: 3:1 (3:1) \| \| Zuschauer: 8.677 \| \| Schiedsrichterin: Lale Orta ( Türkei) \|                                                                                   | \| 21. Mai 2005 in Potsdam (Karl-Liebknecht-Stadion) \| \| Ergebnis: 3:1 (3:1) \| \| Zuschauer: 8.677 \| \| Schiedsrichterin: Lale Orta ( Türkei) \| | Djurgården Damfotboll |
| 1. FFC Turbine Potsdam                            | Nadine Angerer, Britta Carlson, Inken Beeken, Sonja Fuss, Navina Omilade, Ariane Hingst, Jennifer Zietz, Viola Odebrecht, Anja Mittag, Conny Pohlers (74. Cristiane), Petra Wimbersky (79. Karolin Thomas) Cheftrainer: Bernd Schröder | Maja Åström; Helen Fagerström (46. Jenny Curtsdotter), Malin Nykvist, Jane Törnqvist, Sara Thunebro (46. Linda Lekander), Ann-Marie Norlin (2. Anna Hall), Elin Ekblom, Linda Fagerström, Victoria Svensson, Venus James, Kristin Bengtsson Cheftrainer: Mikael Söderman | Djurgården Damfotboll |
| 1. FFC Turbine Potsdam                            | 1:0 Petra Wimbersky (2.) 2:0 Conny Pohlers (9.) 3:1 Conny Pohlers (16.) | 2:1 Kristin Bengtsson (10.) | Djurgården Damfotboll |
| 21. Mai 2005 in Potsdam (Karl-Liebknecht-Stadion) | | |                       |
| Ergebnis: 3:1 (3:1)                               | | |                       |
| Zuschauer: 8.677                                  | | |                       |
| Schiedsrichterin: Lale Orta ( Türkei)             | | |                       |